# Emilio Laguna
Emilio Laguna Salcedo (Valladolid, 13 maggio 1930) è un attore spagnolo.

## Biografia
Nato da padre italiano e madre spagnola, esordisce nel mondo del cinema con il film Il ribelle dei contrabbandieri nel 1960 fino a terminare nel 2006 con più di 40 film, soprattutto polizieschi e comici, in Italia e in Spagna
È nato a Valladolid in Calle de San José, anche se è considerato il figlio adottivo della grande città di Valladolid di Sardón de Duero dove si è trasferito a vivere perché questo è il luogo di origine di sua madre e dei suoi nonni. Trascorse un'infanzia dura a causa della guerra civile spagnola , presto andò a Valladolid , per studiare istruzione superiore e laurearsi in giurisprudenza.
Successivamente si sarebbe interessato al mondo dell'interpretazione. Successivamente ha avuto una carriera di successo in cui ha prodotto e messo in scena molti film e atti, in riconoscimento di tutto ciò, è tornato nella sua città natale per pronunciare la proclamazione dei festeggiamenti di San Juan 2009, in cui è stato acclamato da tutta la città. L'On. Il Comune di Sardón de Duero ha dato il nome a una strada della città nel 2009. In Italia rimane famosa l'interpretazione del direttore del coro in ...altrimenti ci arrabbiamo! (1974), insieme a Bud Spencer e Terence Hill.

## Filmografia parziale

### Cinema
- Il ribelle dei contrabbandieri (1960)
- Los derechos de la mujer (1963)
- La ballata del boia (1963)
- Las hijas de Helena (1963)
- El espontàneo (1964)
- El rapto de T.T. (1964)
- Megatòn Ye-Ye (1965)
- El rayo desintegrador (1966)
- Algunas lecciones de amor (1966)
- Historia de frivolidad (1967)
- Un millòn en la basura (1967)
- ¿Qué hacemos con los hijos? (1967)
- El hueso (1967)
- No somos de piedra (1968)
- Objetivo: bi-ki-ni (1969)
- ¿Por qué te engana tu marido? (1969)
- Sulle ali dell'arcobaleno (1969)
- Carola de día, Carola de noche (1969)
- El abogado, el alcalde y el notario (1969)
- Susana (1969)
- El alma se serena (1970)
- Una senora estupenda (1970)
- La Lola, dicen que no vive sola (1970)
- Una senora llamada Andrés (1970)
- ¿Es usted mi padre? (1971)
- ...altrimenti ci arrabbiamo!, regia di Marcello Fondato (1974)
- La màquina de bailar (2006)

## Doppiatori italiani
- Antonio Guidi in ...altrimenti ci arrabbiamo!